# Wilfried Hannes
Wilfried Hannes (Düren-Echtz, Alemanya, el 17 de maig de 1957) és un ex jugador alemany de futbol i entrenador, conegut per l'assoliment de la seva carrera tot i estar amb una discapacitat visual després de tenir un tumor que li havia fet perdre la vista en el seu ull dret de nen.